# سرتن چوک
سرتن چوک (زادهٔ ۱ اوت ۱۹۶۳ در زاگرب) بازیکن پیشین در پست هافبک و مربی اهل کرواسی است.